# Yttertänger
Yttertänger är en ort i Envikens socken i Falu kommun belägen vid riksväg 50 cirka 30 km norr om Falun. Orten är präglad av jordbrukslandskap, omgiven av skog och med vattendrag som rinner genom byn. Bebyggelsen avgränsades före 2015 av en separat småort men ingår därefter i tätorten Enviken.
Det finns ingen affär utan tidigare man handlade man i grannbyarna Övertängernär det fanns affär där eller som numera iRönndalen.
Två mekaniska 
fanns tidigare varav en är verksam fortfarande verkstäder samt ett mindre sågverk fanns tidigare i byn.

## Befolkningsutveckling
| Befolkningsutvecklingen i Yttertänger 1990–2010                                                 | Befolkningsutvecklingen i Yttertänger 1990–2010 | Befolkningsutvecklingen i Yttertänger 1990–2010 | Befolkningsutvecklingen i Yttertänger 1990–2010 | Befolkningsutvecklingen i Yttertänger 1990–2010 |
| ----------------------------------------------------------------------------------------------- | ----------------------------------------------- | ----------------------------------------------- | ----------------------------------------------- | ----------------------------------------------- |
|                                                                                                 |                                                 |                                                 |                                                 |                                                 |
| År                                                                                              |                                                 |                                                 | Folkmängd                                       | Areal (ha)                                      |
| 1990                                                                                            | 1990                                            |                                                 | 209                                             | 127#                                            |
| 1995                                                                                            | 1995                                            |                                                 | 128                                             | 53#                                             |
| 2000                                                                                            | 2000                                            |                                                 | 105                                             | 53#                                             |
| 2005                                                                                            | 2005                                            |                                                 | 99                                              | 56#                                             |
| 2010                                                                                            | 2010                                            |                                                 | 98                                              | 56#                                             |
| Anm.: 1990 som Yttertänger + S del av Övertänger. 2015 uppgick i tätorten Enviken # Som småort. |                                                 |                                                 |                                                 |                                                 |

På grund av förändrat dataunderlag hos Statistiska centralbyrån så är småortsavgränsningarna 1990 och 1995 inte jämförbara. Befolkningen den 31 december 1990 var 110 invånare inom det område som småorten omfattade 1995.